# Instrumientalszczik Biszkek
Instrumientalszczik Biszkek (kirg. Футбол клубу «Инструментальщик» Бишкек) – kirgiski klub piłkarski, mający siedzibę w stolicy kraju, mieście Biszkek.

## Historia
Chronologia nazw:
- 1958: Instrumientalszczik Frunze (ros. «Инструментальщик» Фрунзе)
- 1992: Instrumientalszczik Biszkek (ros. «Инструментальщик» Бишкек)
- 1994: połączył się z Sielmaszewiec Biszkek w nowy klub Rotor Biszkek (ros. «Ротор» Бишкек)

Piłkarski klub Instrumientalszczik został założony w miejscowości Frunze w 1958 roku. Podczas II wojny światowej w listopadzie 1941 do miasta został ewakuowany zakład obrabiarek do produkcji nabojów z Ługańska. Zespół występował w rozgrywkach o mistrzostwo i Puchar Kirgiskiej SRR. Wielokrotnie zdobywał trofea.
W 1992 po uzyskaniu niepodległości przez Kirgistan klub debiutował w rozgrywkach Wyższej Ligi Kirgistanu. W związku ze zmianą nazwy miasta został przemianowany na Sielmaszewiec Biszkek. W debiutowym sezonie zajął 8.miejsce. W 1993 był na 11.pozycji. W 1994 po fuzji z klubem Instrumientalszczik Biszkek został utworzony nowy klub o nazwie Rotor Biszkek.

## Sukcesy

### Trofea międzynarodowe
Nie uczestniczył w rozgrywkach azjatyckich (stan na 31-12-2015).

### Trofea krajowe
Kirgistan
| \| \| Zdobyte trofea w rozgrywkach Kirgistanu (stan na: 31-12-2015) \| |                                                               |      |          |
| Rozgrywki                                                              | Osiągnięcie                                                   | Razy | Sezon(y) |
| Mistrzostwo                                                            | I miejsce                                                     | 0    |          |
| Mistrzostwo                                                            | II miejsce                                                    | 0    |          |
| Mistrzostwo                                                            | III miejsce                                                   | 0    |          |
| Mistrzostwo                                                            | 8.miejsce                                                     | 1    | 1992     |
| Puchar                                                                 | zdobywca                                                      | 0    |          |
| Puchar                                                                 | finalista                                                     | 0    |          |
| Puchar                                                                 | 1/4 finału                                                    | 1    | 1992     |
| II liga                                                                | I miejsce                                                     | ?    |          |
| II liga                                                                | II miejsce                                                    | ?    |          |
| II liga                                                                | III miejsce                                                   | ?    |          |
| Kirgistan                                                              | Zdobyte trofea w rozgrywkach Kirgistanu (stan na: 31-12-2015) |      |          |

ZSRR
- Mistrzostwo Kirgiskiej SRR:
  - mistrz (8x): 1969, 1975, 1978, 1980, 1981, 1982, 1983, 1984
  - wicemistrz (1x): 1936
- Puchar Kirgiskiej SRR:
  - zdobywca (7x): 1967, 1971, 1974, 1978, 1979, 1981, 1988

## Stadion
Klub rozgrywał swoje mecze domowe na stadionie Instrumientalszczik w Biszkeku, który może pomieścić 1000 widzów.